# Thép Đài Loan F.C.
Câu lạc bộ bóng đá thành phố Đài Nam, hay đơn giản là Thép Đài Loan (tiếng Trung: 台灣鋼鐵足球隊), là một câu lạc bộ bóng đá Đài Loan hiện đang chơi tại giải ngoại hạng Đài Loan.

## Đội hình hiện tại
Tính đến 22 tháng 6 năm 2022
Ghi chú: Quốc kỳ chỉ đội tuyển quốc gia được xác định rõ trong điều lệ tư cách FIFA. Các cầu thủ có thể giữ hơn một quốc tịch ngoài FIFA.
| Số | VT | Quốc gia                 | Cầu thủ            |
| -- | -- | ------------------------ | ------------------ |
| 1  | TM | Đài Bắc Trung Hoa        | Jiang Zhi-xian     |
| 2  | HV | Đài Bắc Trung Hoa        | Trần Uy Toàn       |
| 3  | HV | Nga                      | Alim Zumakulov     |
| 4  | HV | Guinée                   | Ismaël Traoré      |
| 5  | TV | Hàn Quốc                 | Sim Woon-sub       |
| 6  | HV | Đài Bắc Trung Hoa        | Su De-cai          |
| 7  | TV | Đài Bắc Trung Hoa        | Yao Ko-chi         |
| 8  | TĐ | Bờ Biển Ngà              | Kouamé Ange Samuel |
| 9  | TĐ | Đài Bắc Trung Hoa        | Yu Chia-huang      |
| 10 | TĐ | Quần đảo Turks và Caicos | Marc Fenelus       |
| 12 | TV | Đài Bắc Trung Hoa        | Chen Jui-chieh     |
| 13 | TV | Đài Bắc Trung Hoa        | Kuo Bo-wei         |
| 14 | TV | Đài Bắc Trung Hoa        | Liu Ho-han         |

| Số | VT | Quốc gia          | Cầu thủ                                        |
| -- | -- | ----------------- | ---------------------------------------------- |
| 16 | TV | Đài Bắc Trung Hoa | Lin Kai-en                                     |
| 17 | TV | Đài Bắc Trung Hoa | Chen Wei-jen                                   |
| 18 | TM | Đài Bắc Trung Hoa | Tuan Hsuan                                     |
| 19 | TV | Đài Bắc Trung Hoa | Lin Ming-wei (on loan from Flight Skywalkers)  |
| 20 | HV | Đài Bắc Trung Hoa | Pai Shao-yu                                    |
| 21 | HV | Đài Bắc Trung Hoa | Fong Shao-chi                                  |
| 22 | TV | Đài Bắc Trung Hoa | Chang Hao-wei                                  |
| 23 | TM | Đài Bắc Trung Hoa | Li Guan-pei                                    |
| 24 | HV | Đài Bắc Trung Hoa | Wang Yi-you (on loan from Flight Skywalkers)   |
| 27 | HV | Đài Bắc Trung Hoa | Ho Hung-wei                                    |
| 29 | TV | Đài Bắc Trung Hoa | Lin Wei-chieh (on loan from Flight Skywalkers) |
| 30 | TĐ | Brasil            | Luan Anderson                                  |